# یوری لوتمن
یوری لوتمان (روسی: Ю́рий Миха́йлович Ло́тман؛ ۲۸ فوریهٔ ۱۹۲۲ – ۲۸ اکتبر ۱۹۹۳) انسان‌شناس، زبان‌شناس، نشانه‌شناس و فیلسوف بود که در دانشگاه تارتو کار می‌کرد. وی به عنوان عضو آکادمی علوم انگلیس (۱۹۷۷)، نروژی (۱۹۸۷)، رویال سوئدی (۱۹۸۹) و استونی (۱۹۹۰) انتخاب شد. او بنیانگذار مکتب نشانه‌شناسی تارتو - مسکو بود. تعداد آثار چاپی وی از ۸۰۰ عنوان فراتر رفته‌است.جهان ذهن، مکانیسم های پیش بینی ناپذیر فرهنگ، فرهنگ و انفجار و نشانه شناسی فرهنگی از مهمترین آثار لوتمان است.